# 마리아 헤이스카넨
마리아 헤이스카넨(핀란드어: Maria Heiskanen, 1970년 8월 21일 ~ )는 핀란드의 배우이다. 제44회 굴드바게상 여우주연상 수상자이다.

## 출연 작품
- 까마귀 (2017)
- 파로 (2013)
- 올 댓 매터스 이즈 패스트 (2012)
- 마지막 문장 (2012)
- 헬라 W (2011)
- 헬싱키 (2009)
- 영원한 순간 (2008)
- 남자의 일 (2007)
- 황혼의 빛 (2006)
- 하얀 비행 (2001)
- 고모론 (1992)
- 일 카피타노 (1991)